# Spiez
Spiez és un municipi del cantó de Berna (Suïssa), situat a l'antic districte de Niedersimmental, actualment forma part del nou Districte administratiu de Frutigen-Niedersimmental.